# Bacchisa kraatzii
Bacchisa kraatzii är en skalbaggsart som först beskrevs av Thomson 1865.  Bacchisa kraatzii ingår i släktet Bacchisa och familjen långhorningar.
Artens utbredningsområde är Filippinerna. Inga underarter finns listade.